# Dolmen El Tesorillo von La Llaná
Der Dolmen El Tesorillo von La Llaná liegt am Cerro Ardite in Alozaina, in der Sierra de las Nieves, (dt. „Schneegebirge“); westlich von Marbella in Andalusien in Spanien. 
Die etwa 7,0 m lange und maximal 2,0 m breite Megalithanlage besteht aus einem etwa 2,0 m langen gepflasterten Gang und zwei hintereinander angeordneten Kammern. Die Vorkammer ist oval, während die Hauptkammer rund ist. Als Übergänge vom Gang zur Vorkammer sowie von der Vor- zur Hauptkammer sind große, gegeneinander geneigte Orthostatenpaare erhalten, die dreieckige Durchlässe frei lassen. Tragsteine finden sich ebenfalls in den Kammern und im Gang, während der Dolmen ansonsten aus großformatigem Trockenmauerwerk besteht.
In der Kammer wurden neben menschlichen Überresten Keramikfragmente, eine Klinge aus Feuerstein sowie Kupfer- und Silberspiralen gefunden, die den Dolmen in die Kupferzeit datieren. Die Funde zeigen, dass er etwa 1000 Jahre später, in der Bronzezeit nachgenutzt wurde.
Der Hügel Cerro Ardite ist von größter archäologischer Bedeutung für die Region. Aus der Vorgeschichte sind dokumentiert: 
- Eine lithische Werkstatt im Cortijo de los Frailes in El Garrotal, die von der Altsteinzeit bis zur Bronzezeit benutzt wurde.
- Eine 6000 Jahre alte neolithische Siedlung in El Charcón.
- Zwei Dolmen von Bedeutung; der Cuesta de los Almendrillos, der eine Menge Material lieferte und eine relative Chronologie von 5000 Jahren aufweist und Tesorillo de la Llaná.